# Lotnisko Żagań-Tomaszowo
Lotnisko Żagań-Tomaszowo – nieczynne poradzieckie lotnisko wojskowe położone w województwie lubuskim, powiecie żagańskim, gminie Żagań w miejscowości Tomaszowo (obok miasta Żagań).
Jest ono częścią kompleksu lotniskowego zaprojektowanego na samowystarczalne miasteczko.
W skład tego kompleksu wchodziły:
- dwa betonowe pasy startowe wraz z wieżami kontroli lotów
- schronohangary lotnicze
- hangary remontowe na samoloty (6 hangarów)
- garaże na pojazdy oraz inne pomieszczenia magazynowe np. na rakiety
- budynki pomocnicze związane z obsługą lotniska np. służące do naprowadzania samolotów, radarowe itp.
- budynki sztabowe i szkoleniowe
- osiedle mieszkaniowe złożone z bloków typu Leningrad, baraków mieszkalnych, poniemieckich budynków mieszkaniowych wraz ze sklepami, przedszkolem, szkołą
- stacja paliw połączona bocznicą kolejową z Żaganiem.

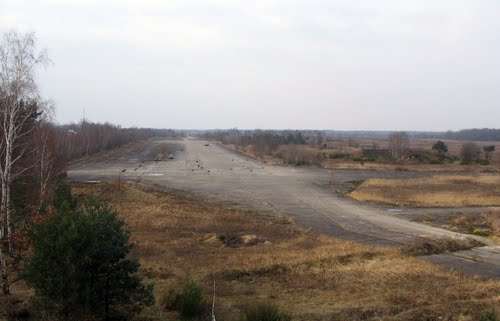
Pas startowy

## Dane techniczne
- Położenie: 51°37′39″N, 15°24′30″E; 140 m n.p.m.
- Nazwy: EPZN; Sagan-Kupper; Żagań-Tomaszowo
- Powierzchnia: 200 ha (kompleks 935 ha)
- Pasy startowe: 2 × 2500 × 60 m, betonowe – elewacja: 500 ft
- Droga startowa RWY: 11/29
- Kierunek lądowania (GEO): 108/288
- Liczba budynków: ok. 197 różnego rodzaju

## Historia
Wybudowane przez Niemców jako lotnisko szybowcowe. W 1936 zostało przebudowane na lotnisko wojskowe. W czasie II wojny światowej najpierw było miejscem uzbrajania samolotów bojowych. Testowano tam również samoloty o napędzie odrzutowym. W 1945 zajęte przez wojska radzieckie i odtąd służyło jako jednostka pierwszego uderzenia. Stacjonująca w tamtym okresie jednostka to 42 Tannenberski Pułk Lotnictwa Bombowego wchodząca w skład 149 Dywizji Lotnictwa Bombowego. Nastąpiła rozbudowa i powiększenie obiektu. Był on użytkowany przez wojska sowieckie do 30 lipca 1992 roku.

## Obecnie
Obecnie teren lotniska jest zagospodarowywany, ale jego większa część nadal tylko niszczeje. W niektórych hangarach ulokowały się firmy. Część pasa startowego użytkuje WORD Zielona Góra. Budynki mieszkalne szybko zostały zaadaptowane ze względu na dobrą lokalizację (bliskość miasta Żagań) i konkurencyjne ceny. Na pozostałych częściach pasów startowych organizowane są od czasu do czasu różne imprezy takie jak zloty samochodowe (w tym samochodów złomowanych itp.), rajdy, paintball, airsoft i inne.